# فلورین زالومیر
فلورین زالومیر (انگلیسی: Florin Zalomir؛ زادهٔ  ۲۱ آوریل ۱۹۸۱ - درگذشته ۳ اکتبر ۲۰۲۲) شمشیرباز اهل رومانی بود.